# Морське нафтове родовище Карпінтерія
Морське нафтове родовище Карпінтерія — нафтогазове родовище в протоці Санта-Барбара, на південь від міста Карпінтерія на півдні Каліфорнії в Сполучених Штатах. За даними Департаменту природних ресурсів штату Каліфорнія, було відкрито у 1964 році та досягнуло піку видобутку в 1969 році. За даними Департаменту природних ресурсів штату Каліфорнія, видобуло понад 106 мільйонів барелів нафти та зберігає приблизно 2 мільйони барелів у запасах, які можна видобути за допомогою сучасних технологій. На даний момент родовище видобувається з трьох бурових платформ в восьми кілометрах, від берега, у федеральних водах за межами зони припливних земель. Дві з платформ керуються Pacific Operators Offshore LLC (PACOPS), операційним підрозділом Carone Petroleum, що базується на Carpinteria, інша платформа управляється Dos Cuadras Offshore Resources (DCOR). Станом на кінець 2008 року родовище Карпінтерія є 50-м за величиною родовищем у Каліфорнії за кількістю вихідної нафти  .
Родовище Карпінтерія є одним із єдиних родовищ біля берегів Каліфорнії, що перетинає лінію між державними та федеральними водами. Частина родовища у державних водах була залишена в 1996 році після демонтажу двох платформ, якими управляє Chevron.

## Налаштування
Нафтове родовище є одним із багатьох, відкритих у 1960-х і 1970-х роках під дном океану в шельфі Південної Каліфорнії. Більша частина родовища знаходиться на відносно мілководді, глибина води коливається від 120 до 200 футів (61 м). Він має довжину близько трьох миль (5 км) і півмилі в поперечнику, простягнувшись із заходу-південного заходу на схід-північний схід, і має загальну продуктивну площу приблизно 340 акрів (1,4 км2).

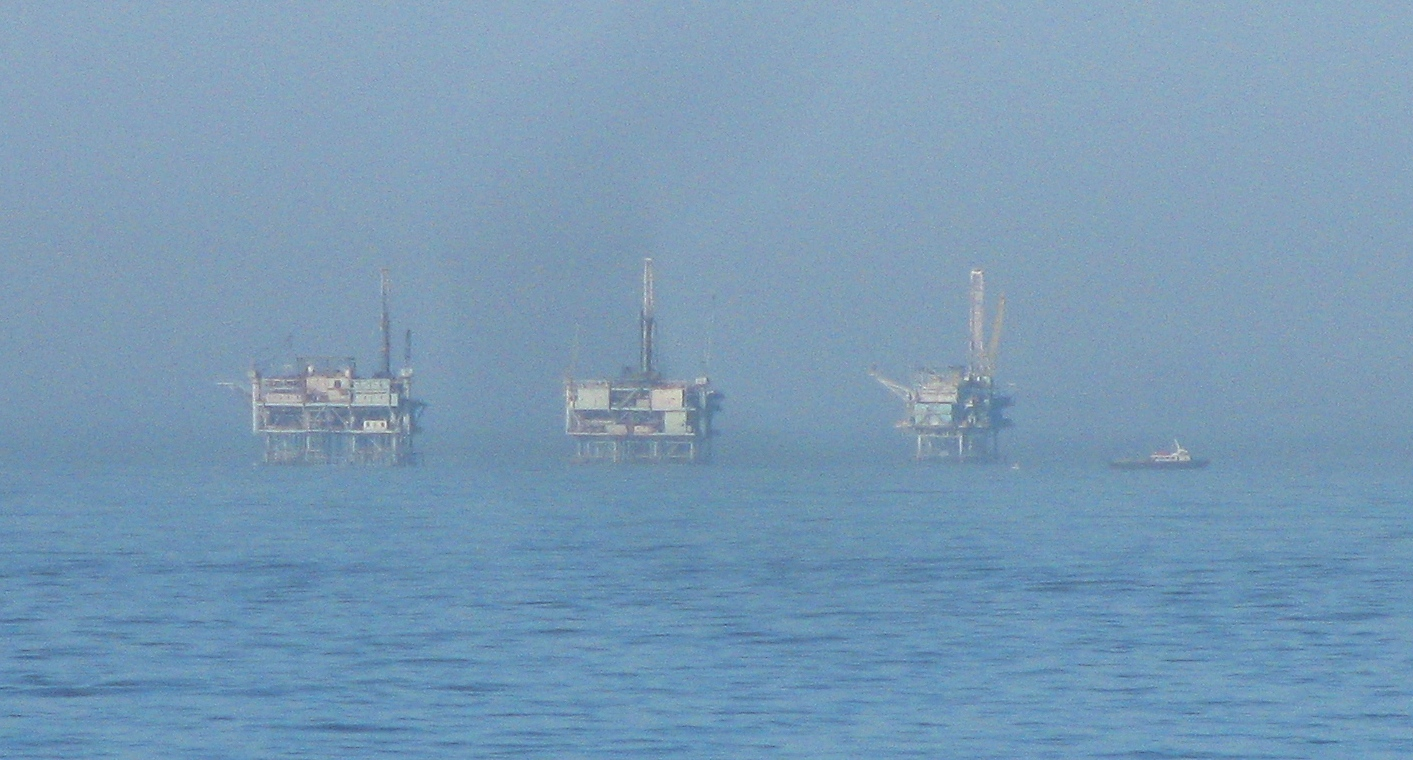
Три платформи родовища Карпінтерія, що видно з берега на північ від Ла-Кончіти. Зліва направо – платформи Хоган, Хучин і Генрі.

Родовище поділено на п'ять договорів оренди, три в зоні припливних земель штату і два в зоні федерального зовнішнього континентального шельфу (OCS). Три бурові та видобувні платформи, що залишилися від початкових п'яти, розташовані в західній частині родовища, розташовані в лінію, що йде із заходу на схід, з Генрі на заході, за яким слідують платформа Houchin і платформа Hogan, з Hogan найближчим до штату. межа припливних земель і берег. Нафта і газ з платформи Генрі надходять по підводному трубопроводу до переробного заводу DCOR Rincon, а нафта і газ з Houchin і Hogan – до заводу PACOPS La Conchita, приблизно в двох милях (3 км) на північний захід від заводу Rincon, поблизу міста Ла. Кончіта.
Три платформи знаходяться на глибині приблизно 53 метри і знаходяться на відстані від 6,9 кілометри від берега.

## Геологія
Поряд із родовищем Дос Куадрас на заході, морське родовище Карпінтерія є частиною більшої антиклінальної тенденції, яка починається на землі на північ від Вентури з нафтового родовища Вентура і продовжується на захід через нафтові родовища Сан-Мігеліто і Рінкон, потім йде в офшор до полів Карпінтерія та Дос Куадрас в каналі Санта-Барбара.